# Artemis Quartet
Het Artemis Quartet, vernoemd naar de Griekse godin van jacht en wildernis, is een Duits strijkkwartet. Het kwartet werd in Lübeck in 1989 opgericht en is nu in Berlijn gevestigd. Het staat vooral bekend om de uitvoeringen van de strijkkwartetten van Beethoven.

## Geschiedenis
De mentoren van het kwartet waren onder meer Walter Levin, het Alban Berg Quartett, het Juilliard String Quartet en het Emerson String Quartet. De Preis des Deutschen Musikwettbewerbs (1995) en de eerste prijs op de Internationaler Musikwettbewerb der ARD (1996) en de Premio Paolo Borciani (1997) maakten de weg vrij voor een internationale carrière.
Latere erkenning volgde met de Premio Internazionale Accademia Musicale Chigiana 2004.
De opnames van het ensemble kregen verschillende belangrijke prijzen, waaronder een Diapason d'or, de ECHO Klassik 2006 voor hun opname van Beethoven's opus 95, strijkkwartet nr. 11 en opus 59.1, strijkkwartet nr. 7. Het kwartet ontving de Preis der deutschen Schallplattenkritik 2001 en de Würth-Preis der Jeunesses Musicales Deutschland 2007. In 2015 kreeg het kwartet opnieuw de ECHO Klassik in de categorie kamermuziekopnamen van het jaar.
De eerste leden van het Artemis Quartet waren hoogleraren kamermuziek aan de Berlijnse Universität der Künste Berlin. Om persoonlijke en gezondheidsredenen verliet Wilken Ranck het kwartet in 1994 en vertrokken Volker Jacobsen en Heime Müller aan het einde van het seizoen 2006/07. Natalia Prishepenko nam ontslag bij het kwartet na 18 jaar lidmaatschap van het ensemble in 2012. Nieuwe leden waren Gregor Sigl (2e viool), de violist Friedemann Weigle (tot zijn dood in juli 2015) en de Letse violist Vineta Sareika (1e viool). Begin 2016 nam Anthea Kreston de tweede viool over, met Gregor Sigl naar altviool. De cellist van het eerste uur, Eckart Runge, vond in 2019 een opvolgster in de Nederlandse celliste Harriet Krijgh.
Het Artemis Quartet is erelid van de Vereniging van het Beethoven-Haus in Bonn.
Het Artemis Quartet heeft sinds 2005 een exclusief opnamecontract bij Virgin Classics / EMI.
In mei 2021 besloot het quartet voor onbepaalde tijd te stoppen met optreden.

## Leden (sinds 1989)
- Viool: Wilken Ranck (1989-1994), Natalia Prishepenko (1994-2012), Vineta Sareika (sinds 2012)
- Viool: Isabel Trautwein (1989-1991), Heime Müller (1991-2007), Gregor Sigl (2007-2016), Anthea Kreston (2016-2019), Suyoen Kim (2019-2021)
- Altviool: Volker Jacobsen (1989-2007), Friedemann Weigle (2007-2015), Gregor Sigl (sinds 2016)
- Violoncello: Eckart Runge (1989-2019), Harriet Krijgh (sinds 2019-2021)